# Élections générales albertaines de 1971
L'élection générale albertaine de 1971 est la 17e élection générale dans la province canadienne de l'Alberta depuis sa création en 1905. Elle se déroule le 30 août 1971 afin d'élire les députés de la 17e législature à l'Assemblée législative de l'Alberta.
Le Parti progressiste-conservateur mené par Peter Lougheed brise l'hégémonie de 36 ans sur la politique albertaine du Parti Crédit social.

## Contexte
Ernest Manning avait démissionné en tant que chef créditiste et premier ministre en 1968, un an après avoir mené le Crédit social à leur neuvième gouvernement majoritaire consécutif. Son successeur, Harry Strom, est incapable de revigorer un gouvernement perçu comme étant épuisé. Pendant ce temps, Lougheed a un momentum important en entrant dans la campagne électorale ; avant l'élection, son caucus était passé de six députés à dix après deux défections et deux victoires aux élections partielles. L'effondrement des autres partis d'opposition fait que les conservateurs sont la seule alternative crédible aux créditistes. Lougheed, avec 46 % des voix, remporte 49 sièges sur 75 à l'Assemblée législative et forme un gouvernement majoritaire fort.
Comble de l'ironie, le Crédit social récolte un nombre record de votes à cette élection. Bien qu'ils n'aient perdu qu'une petite partie de leur part des votes de 1967, leur appui dans les deux grandes villes de la province, Edmonton et Calgary, s'évapore littéralement. Le parti perd tous ses sièges à Edmonton, et tous sauf cinq à Calgary. À cause de l'excentricité inhérente au scrutin uninominal majoritaire à un tour, ces pertes déciment le caucus créditiste, les réduisant à 25 sièges.
La défaite sonne le début du déclin du Parti Crédit social. Bien que présent à l'Assemblée législative jusqu'en 1982, il ne réussit plus jamais à devenir une force politique importante en Alberta.
Le Parti libéral est exclu de l'Assemblée législative. Avant l'élection, un de ses députés avait fait défection au Parti progressiste-conservateur et tous les autres avaient démissionné bien avant le déclenchement de l'élection. Grant Notley est le seul député élu pour le Nouveau Parti démocratique et demeure l'unique néo-démocrate à l'Assemblée législative jusqu'en 1982.

## Résultats
| Parti                      | Parti                      | Chef           | # de candidats | Sièges | Sièges | Sièges  | Voix    | Voix    | Voix     |
| Parti                      | Parti                      | Chef           | # de candidats | 1967   | Élus   | % Diff. | #       | %       | % Diff.  |
| -------------------------- | -------------------------- | -------------- | -------------- | ------ | ------ | ------- | ------- | ------- | -------- |
|                            | Progressiste-conservateur  | Peter Lougheed | 75             | 6      | 49     | +717 %  | 296 934 | 46,40 % | +20,40 % |
|                            | Crédit social              | Harry Strom    | 75             | 55     | 25     | -54,5 % | 262 953 | 41,10 % | -3,5 %   |
|                            | Nouveau Parti démocratique | Grant Notley   | 70             | -      | 1      |         | 73 038  | 11,42 % | -4,56 %  |
|                            | Libéral                    | Bob Russell    | 20             | 3      | -      | -100 %  | 6 475   | 1,01 %  | -9,80 %  |
|                            | Indépendant                | Indépendant    | 3              | 1      | -      | -100 %  | 462     | 0,07 %  | -1,31 %  |
| Total                      | Total                      | Total          | 243            | 65     | 75     | +15,4 % | 639 862 | 100 %   |          |
| Source : Elections Alberta |                            |                |                |        |        |         |         |         |          |

Note :
* N'a pas présenté de candidats lors de l'élection précédente.

## Référendum sur l'heure d'été
Conjointement avec l'élection générale, l'Alberta tient son quatrième référendum provincial. Les électeurs doivent répondre à une question demandant si oui ou non ils appuient une proposition pour l'adoption de l'heure d'été. La proposition avait été rejetée par une marge très mince en 1967. Cette fois, elle est adoptée par une très grande marge à 61,37 % des voix.
| Êtes-vous en faveur de l'heure d'été à la grandeur de la province ? |                   |
| Pour                                                                | Contre            |
| 386 846 (61,47 %)                                                   | 242 431 (38,53 %) |